# 2008年夏季奧林匹克運動會足球比賽
2008年夏季奧林匹克運動會的足球比賽由8月6日至23日分別於北京、上海、天津、沈阳、秦皇島五個城市進行，參與國家必須屬於國際足球協會所屬會員國，除了主辦國中國外，每國可派23歲以下男子代表隊及女子代表隊參加外圍賽，本屆的足球賽事男子及女子分別各有16支及12支球隊參與，28支球隊角逐男女子各一枚金牌。足球比賽是本屆奧運最早進行的比賽項目，賽事於奧運會開幕禮前兩天進行。
各国参赛男子奥林匹克足球队是否允许派出3名年龄超过23岁球员的问题，出现过反复。2005年12月9日，国际足联在德国莱比锡举行的执委会预备会议上达成了共识：从北京奥运会开始，各国和地区都只能派全部23岁以下运动员参加奥运会足球比赛。但这一方案遭到国际奥委会坚决反对，因为这会严重损害奥运会足球比赛观赏性。2006年6月9日，第56届国际足联代表大会上布拉特正式宣布，2008年北京奥运会男足比赛决赛阶段中各队仍可以派上3名超过23岁球员，至于以后奥运会是否延续这一规定另行讨论。实际上2012年伦敦奥运会男子足球仍然继续准許各队有三名超齡球員參賽。

## 比賽場館
除了主辦城市北京之外，足球賽事會於另外四個不同城市進行：
- 北京：北京國家體育場
- 北京：北京工人體育場
- 上海：上海運動場
- 天津：天津奧林匹克中心體育場
- 秦皇島：秦皇島市奧體中心體育場
- 瀋陽：沈阳奥林匹克体育中心体育场

當中，天津的比賽場館會作為8月6日揭幕戰的女子足球分組賽賽事。

## 參賽資格
男子項目設有16個名額，女子項目則設有12個名額。除了主辦國之外其他參賽名額，必須符合所規定參賽資格才可以獲得參賽。各個國家及地區奧委會只能在男女子項目派出一支隊伍出賽，每支隊伍最多可有18名成員，男子足球比赛規定每隊成員包括15名於1985年1月1日或之后出生的球員及3名超齡球員。

## 參賽球隊

### 男子
以下為男子足球項目取得參賽資格的隊伍：
| 國家     | 出席次數 | 出線資格                                 | 賽事舉行日期           | 賽事舉行地點 |
| -------- | -------- | ---------------------------------------- | ---------------------- | ------------ |
| 中國     | 第三次   | 主辦國                                   | 賽事舉行日期           | 賽事舉行地點 |
| 巴西     | 第九次   | 2007年南美青年足球錦標賽冠軍             | 2007年1月7日至1月28日  | 巴拉圭       |
| 阿根廷   | 第六次   | 2007年南美青年足球錦標賽亞軍             | 2007年1月7日至1月28日  | 巴拉圭       |
| 荷蘭     | 第七次   | 2007年歐洲21歲以下青年足球錦標賽冠軍     | 2007年6月10日至6月23日 | 荷蘭         |
| 塞爾維亞 | 從未     | 2007年歐洲21歲以下青年足球錦標賽亞軍     | 2007年6月10日至6月23日 | 荷蘭         |
| 比利时   | 第四次   | 2007年歐洲21歲以下青年足球錦標賽四強之一 | 2007年6月10日至6月23日 | 荷蘭         |
| 義大利   | 第十四次 | 2007年歐洲21歲以下青年足球錦標賽四強之一 | 2007年6月10日至6月23日 | 荷蘭         |
| 日本     | 第七次   | 亞洲區外圍賽出線球隊                     | 2006年2月至2007年11月  | ------------ |
|          | 第七次   | 亞洲區外圍賽出線球隊                     | 2006年2月至2007年11月  | ------------ |
|          | 第七次   | 亞洲區外圍賽出線球隊                     | 2006年2月至2007年11月  | ------------ |
| 喀麦隆   | 第二次   | 非洲區外圍賽出線球隊                     | 2006年9月至2008年3月   | ------------ |
|          | 從未     | 非洲區外圍賽出線球隊                     | 2006年9月至2008年3月   | ------------ |
| 奈及利亞 | 第二次   | 非洲區外圍賽出線球隊                     | 2006年9月至2008年3月   | ------------ |
| 美国     | 第十三次 | 中北美洲及加勒比海區外圍賽出線球隊       | 2007年8月至2008年3月   | 美国         |
|          | 第一次   | 中北美洲及加勒比海區外圍賽出線球隊       | 2007年8月至2008年3月   | 美国         |
| 新西兰   | 從未     | 大洋洲區外圍賽出線球隊                   | 2008年3月1日至3月9日   | 斐济         |

### 女子
女子小項中，名額由上屆的10席升至今屆的12席，以下為取得參賽資格的隊伍：
| 國家     | 出席次數 | 出線資格                                         | 賽事舉行日期                       | 賽事舉行地點      |
| -------- | -------- | ------------------------------------------------ | ---------------------------------- | ----------------- |
| 中國     | 第三次   | 主辦國                                           | 賽事舉行日期                       | 賽事舉行地點      |
| 阿根廷   | 從未     | 2006年南美青年女子足球錦標賽冠軍                 | 2007年10月－2008年4月              | 華雷斯城          |
| 日本     | 第二次   | 亞洲區外圍賽出線球隊                             | 2007年2月至2007年8月               |                   |
| 北韓     | 從未     | 亞洲區外圍賽出線球隊                             | 2007年2月至2007年8月               |                   |
| 奈及利亞 | 第二次   | 非洲區外圍賽出線球隊                             | 2006年10月至2008年3月              |                   |
| 美國     | 第三次   | 中北美洲及加勒比海區外圍賽出線球隊               | 2007至10月至2008年4月              |                   |
| 加拿大   | 從未     | 中北美洲及加勒比海區外圍賽出線球隊               | 2007至10月至2008年4月              |                   |
| 紐西蘭   | 從未     | 大洋洲區外圍賽出線球隊                           | 2007年8月25日至9月7日 2008年3月8日 | 阿皮亞 莫爾茲比港 |
| 巴西     | 第三次   | 南美洲－非洲附加賽出線球隊                       | 2008年4月19日                      | 北京              |
| 德國     | 第三次   | 2007年女子世界盃足球賽表現最佳的三隊歐洲球隊之一 | 2007年9月10日至9月30日             | 北京              |
| 挪威     | 第二次   | 2007年女子世界盃足球賽表現最佳的三隊歐洲球隊之一 | 2007年9月10日至9月30日             | 北京              |
| 瑞典     | 第三次   | 歐洲附加賽出線球隊1                              | 2007年11月8日 2007年11月28日       | 維堡 蘇納         |

- ^  注解1：按照賽制，2007年女子世界盃足球賽表現最佳的三隊歐洲球隊之一可以獲得出線資格．但由於表現第三佳的球隊英格蘭不符合奧運會參賽資格，故由第四隊球隊補上。最終瑞典與丹麥進行附加賽來決定奧運會席位誰屬。

## 賽程
以下列出本屆足球比賽舉行預賽及決賽的日期：
| ● | 項目預賽 | ● | 項目決賽 |

| 8月  | 6日 | 7日 | 8日 | 9日 | 10日 | 11日 | 12日 | 13日 | 14日 | 15日 | 16日 | 17日 | 18日 | 19日 | 20日 | 21日 | 22日 | 23日 | 24日 |
| ---- | --- | --- | --- | --- | ---- | ---- | ---- | ---- | ---- | ---- | ---- | ---- | ---- | ---- | ---- | ---- | ---- | ---- | ---- |
| 男子 |     | ●   |     |     | ●    |      |      | ●    |      |      | ●    |      |      | ●    |      |      | ●    | ●    |      |
| 女子 | ●   |     |     | ●   |      |      | ●    |      |      | ●    |      |      | ●    |      |      | ●    |      |      |      |

| 比賽日 | 日期    | 時間          | 比賽小項 | 階段     |
| ------ | ------- | ------------- | -------- | -------- |
| 1      | 8月6日  | 17:00 - 21:30 | 女子足球 | 分組賽   |
| 2      | 8月7日  | 17:00 - 21:30 | 男子足球 | 分組賽   |
| 3      | 8月9日  | 17:00 - 21:30 | 女子足球 | 分組賽   |
| 4      | 8月10日 | 17:00 - 21:30 | 男子足球 | 分組賽   |
| 5      | 8月12日 | 17:00 - 21:30 | 女子足球 | 分組賽   |
| 6      | 8月13日 | 17:00 - 21:30 | 男子足球 | 分組賽   |
| 7      | 8月15日 | 18:00 - 24:00 | 女子足球 | 半準決賽 |
| 8      | 8月16日 | 18:00 - 24:00 | 男子足球 | 半準決賽 |
| 9      | 8月18日 | 18:00 - 24:00 | 女子足球 | 準決賽   |
| 10     | 8月19日 | 18:00 - 24:00 | 男子足球 | 準決賽   |
| 11     | 8月21日 | 18:00 - 21:00 | 女子足球 | 銅牌賽   |
| 11     | 8月21日 | 21:00 - 23:40 | 女子足球 | 決賽     |
| 12     | 8月22日 | 19:00 - 22:00 | 男子足球 | 銅牌賽   |
| 13     | 8月23日 | 12:00 - 14:40 | 男子足球 | 決賽     |

## 獎牌榜
| 排名 | 国家／地区 | 金牌 | 银牌 | 铜牌 | 總數 |
| ---- | ---------- | ---- | ---- | ---- | ---- |
| 1    | 阿根廷     | 1    | 0    | 0    | 1    |
| 1    | 美国       | 1    | 0    | 0    | 1    |
| 3    | 巴西       | 0    | 1    | 1    | 2    |
| 4    | 尼日利亚   | 0    | 1    | 0    | 1    |
| 5    | 德国       | 0    | 0    | 1    | 1    |
| 總計 | 總計       | 2    | 2    | 2    | 6    |

## 獎牌得主
| 項目             | 金牌 | 银牌 | 铜牌 |
| 男子足球（詳細） | 阿根廷 · 奥斯卡·乌斯塔里 · 埃兹奎尔·加雷 · 法维安·蒙松 · 柏保路·薩巴列達 · 费尔南多·加戈 · 费德里科·法齐奥 · 何塞·索萨 · 埃沃·巴内加 · 埃兹奎尔·拉维齐 · 胡安·罗曼·里克尔梅（C） · 安赫尔·迪马利亚 · 尼古拉斯·柏利夏 · 劳塔罗·阿科斯塔 · 哈维尔·马斯切拉诺 · 利昂内尔·梅西 · 塞尔希奥·阿奎罗 · Diego Buonanotte · 塞尔希奥·罗梅罗 · 尼古拉斯·纳瓦罗（GK） | 奈及利亞 · 安布罗斯·范泽金（GK） · 希布佐尔·奥孔库沃 · 奥涅卡希·阿帕姆 · 阿约德莱·阿德莱耶 · 蒙代·詹姆斯 · 奇内杜·奥巴西 · 萨尼·凯塔 · 维克多·奥比纳 · 普罗米斯·伊萨克（C） · 所罗门·奥康科 · 费米·阿基洛 · 奥卢巴耶·阿德菲米 · 彼得·奥代姆温吉 · 希内杜·奥格布克 · 埃费·安布罗斯 · 维克托·阿尼切贝 · 伊曼纽尔·埃克波 · 伊凯舒库·埃森瓦（GK） · 奥阿帕多·奥卢菲尼 | 巴西 · 迭戈·阿尔维斯（GK） · 拉菲尼亚 · 阿莱士·席尔瓦 · 蒂亚戈·席尔瓦 · 埃尔纳内斯 · 马塞洛 · 安德森 · 卢卡斯·雷瓦 · 亚历山大·帕托 · 罗纳尔迪尼奥（C） · 拉米雷斯 · 雷南（足球运动员）（GK） · 伊西尼奥 · 布雷诺 · 迭戈 · 蒂亚戈·内维斯 · 拉斐尔·索比斯 · 若                                                           |
| 女子足球（詳細） | 美国 · 霍普·索洛 · 希瑟·米茨 · 克丽丝蒂·兰波内 · 蕾切尔·比勒 · 琳赛·塔普利 · 娜塔莎·卡伊 · 香农·博克斯 · 埃米·罗德里格斯 · 希瑟·奥赖利 · 阿莉·瓦格纳 · 卡莉·劳埃德 · 劳伦·切尼 · 托宾·希思 · 斯蒂芬妮·考克斯 · 凯特·马克格拉夫 · 安杰拉·赫克尔斯 · 洛丽·哈卢普尼 · 妮科尔·巴恩哈特                                                                        | 巴西 · 芭芭拉·巴尔博萨 · 安德雷亚·孙塔克 · 西莫内·戈麦斯 · 安德烈娅·安德拉德 · 塔尼娅 · 雷娜塔·科斯塔 · 埃丽卡 · 罗萨娜·多斯·桑托斯·奥古斯托 · 安德烈娅·多斯·桑托斯 · 达妮埃拉·利马 · 莫塔 · 埃斯特尔·阿帕莱·多斯·桑托斯 · 阿尔贝托 · 毛丽内 · 玛塔 · 克里斯蒂安妮 · 贡萨尔维斯 · 法比亚娜                                                                        | 德国 · 娜丁·安格勒 · 克斯廷·施特格曼 · 萨斯基亚·巴图西亚克 · 芭贝特·彼得 · 安妮克·克拉恩 · 琳达·布雷索尼克 · 梅拉妮·贝林格 · 桑德拉·斯米塞克 · 比吉特·普林茨 · 雷娜特·林戈尔 · 安雅·米塔格 · 乌尔苏拉·霍尔 · 切利娅·沙希奇 · 西蒙妮·劳德尔 · 法特米雷·巴伊拉玛伊 · 康妮·波勒斯 · 阿里亚娜·兴斯特 · 克斯廷·加雷弗雷克斯 |

## 資料來源
1. ↑  .   [2007-01-31]. （原始内容存档于2007-02-07）.
2. ↑  席位原本屬於英格蘭，但由於英格蘭不屬於國際奧委會成員，因此不可以獲得參加奧運足球的資格。餘下的席位最後由與英格蘭同組的小組第三名—意大利獲得席位。
3. ↑  .   [2007-01-31]. （原始内容存档于2007-02-12）.
4. ↑  . BOCOG.   [2008-08-07]. （原始内容存档于2008-09-06）.

## 外部連結
- 本屆奧運各項項目比賽時間表
- 外圍賽詳細資料（页面存档备份，存于）
- . 國際奧委會. 2006  [2006-08-10]. （原始内容存档于2016-03-03） （英语）.
- 國際足球協會（页面存档备份，存于）